# Айтенсгайм
Айтенсгайм (нім. Eitensheim) — громада в Німеччині, розташована в землі Баварія. Підпорядковується адміністративному округу Верхня Баварія. Входить до складу району Айхштет. Центр об'єднання громад Айтенсгайм.
Площа — 15,72 км2. Населення становить 3048 ос. (станом на 31 грудня 2020).

## Галерея

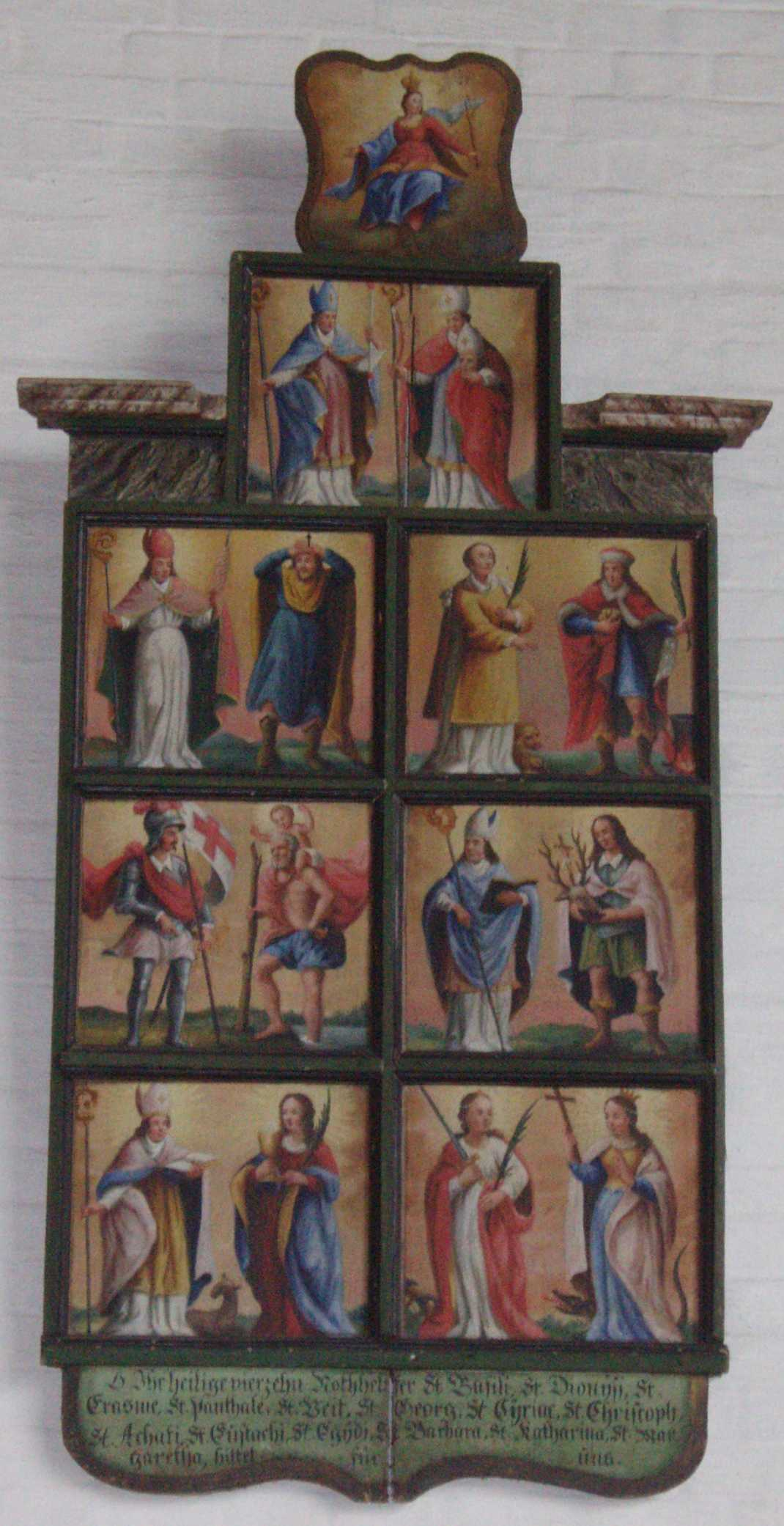
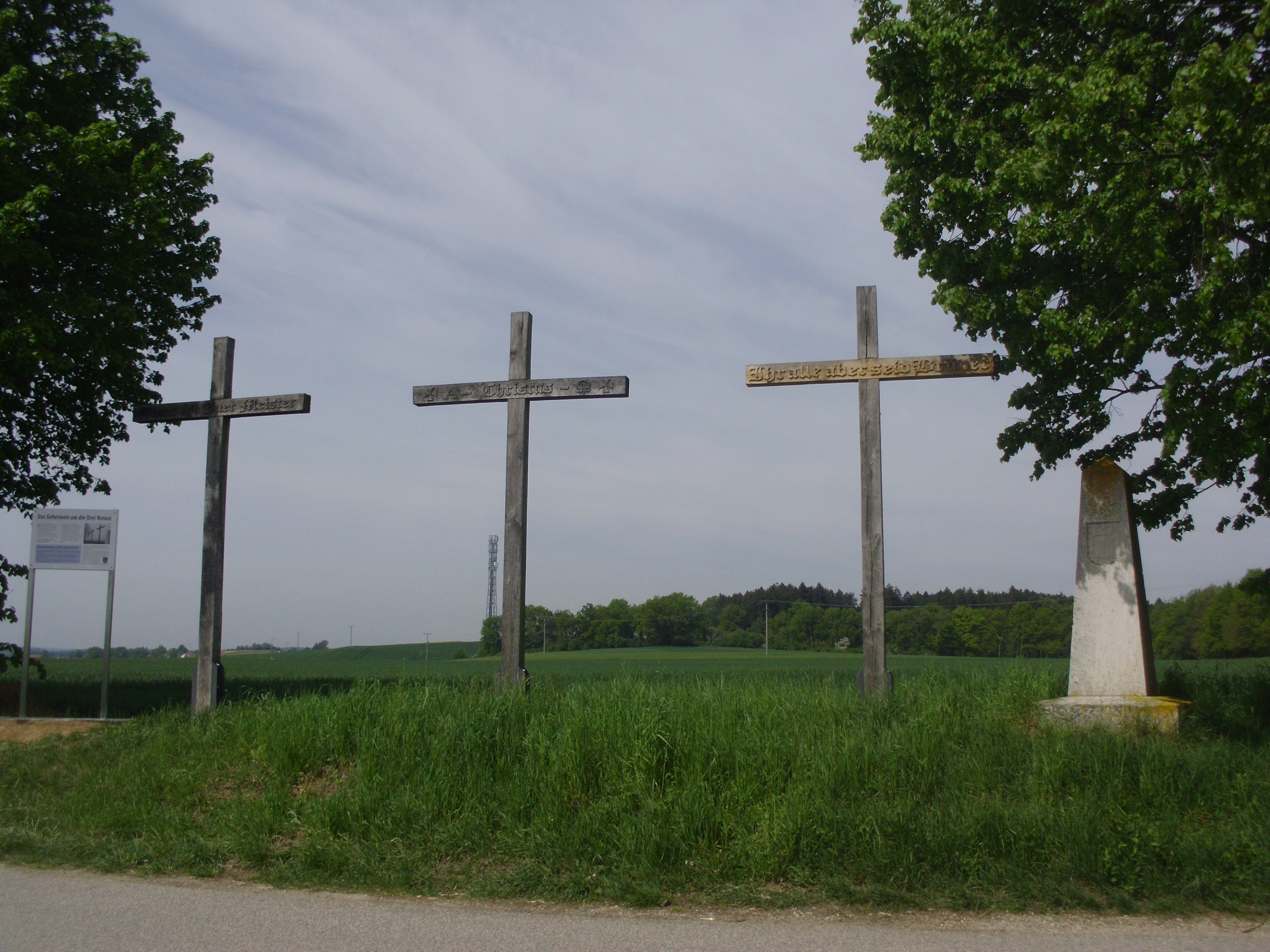